# Řád staré sekery

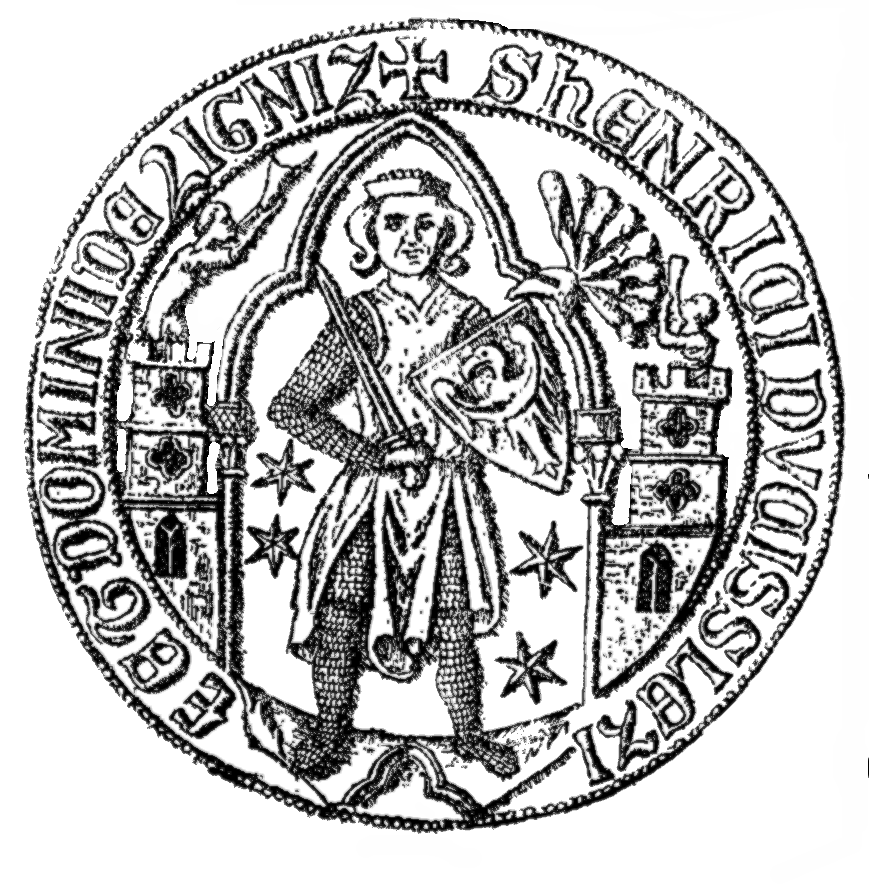
Pečeť lehnického knížete Jindřicha V., za jehož vlády řád vznikl.

Řád staré sekery (německy Orden der alten Hacke) byl slezský světský rytířský řád, založený v r. 1290 v Lehnickém knížectví. Jednalo se o jednu z prvních takových organizací ve střední Evropě. Úkolem řádu bylo především zvýšení tělesné a duševní připravenosti svých členů na válku; po založení řádu už ale nejsou známy jeho další osudy a jeho existence zřejmě byla jen krátkodobá.

## Vznik
Řád byl založen v roce 1290 skupinou šlechticů z Lehnického knížectví ve Slezsku. Není přitom známo, zda se na založení podílel i jejich tehdejší panovník Jindřich V. Břichatý (vl. 1278-1296) nebo zda ke vzniku řádu došlo bez jeho účasti; literatura podíl knížete neuvádí, existence světského rytířského řádu bez příslušníka panovnické dynastie jako jeho hlavy je ale málo pravděpodobná.
Ačkoliv v jižní a západní Evropě už obdobné organizace v dané době existovaly, na východ od Labe se jednalo o jednu z prvních.

## Symbolika
Řádovým odznakem bylo vyobrazení zlaté sekery se stříbrným toporem. Sekera jako zbraň hrála v soudobém válečnictví vedle meče nezastupitelnou roli.
Symbol měli členové řádu nosit na všech místech, určených v běžné rytířské výbavě pro umístění erbovního znamení – na plášti, na varkoči, na helmě i na štítu.

## Účel a zánik
Řád byl založen s představou, že jeho členové budou společným cvičením zvyšovat svou připravenost na tělesné a duševní strádání, které pro bojovníka vyplývá z účasti ve válce. Lehnicko v dané době vedlo aktivní výbojnou politiku, směřující k ovládnutí jiných částí Slezska (právě v roce vzniku řádu se např. Jindřichu V. podařilo vojenskou akcí úspěšně získat významnou část Vratislavského knížectví včetně hlavního města), a právě domácí šlechta, k níž členové řádu příslušeli, tvořila jádro knížecího vojska.
Mimo samotný fakt založení ovšem nejsou o řádu známy žádné další skutečnosti a je tedy možné, že existoval pouze krátkodobě, aniž by dosáhl zásadnějšího významu.